# Flyadeal
Flyadeal (en arabe : طيران أديل) est une compagnie aérienne saoudienne à bas prix basée à l'aéroport international King Abdulaziz de Djeddah. 
Elle est une filiale de la compagnie saoudienne Saudia. La compagnie aérienne a commencé ses activités le 23 septembre 2017, desservant des destinations nationales.

## Histoire
Saudia, la compagnie aérienne nationale de l'Arabie saoudite, a annoncé la création de sa filiale Flyadeal le 17 avril 2016,. L'entreprise fait partie de la stratégie de transformation SV2020 du groupe Saudia, qui vise à élever les unités du groupe au rang de classe mondiale d'ici 2020. Flyadeal cible les voyageurs nationaux, les pèlerins du Hajj et de la Omra et le nombre croissant de touristes. La compagnie aérienne a lancé des vols le 23 septembre 2017, reliant Djeddah à Riyad .
La compagnie a transporté 7 millions de passagers en 27 mois de service.
Le 10 février 2021, une attaque de drones Houthis contre l'aéroport international d'Abha déclenche un incendie à bord de l'Airbus A320-214 immatriculé HZ-FAB.

## Destinations
En 2019, Flyadeal desservait diverses destinations dont l'aéroport international d'Abha .

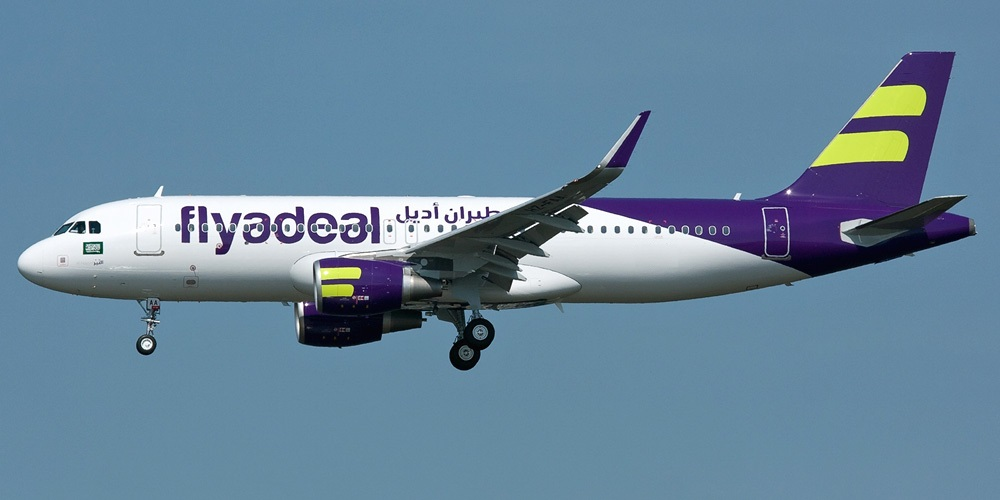
Un Airbus A320 aux couleurs de Flyadeal

## Flotte
En avril 2025, Flyadeal exploite les aéronefs suivants :
Le 7 juillet 2019, Flyadeal a annoncé son intention de commander 30 Airbus A320neo avec 20 options supplémentaires. Flyadeal s'était précédemment engagé sur le Boeing 737 MAX mais a choisi de ne pas confirmer sa commande équivalente de 30 avions et 20 options en raison des échecs du Boeing 737 MAX . Boeing a attribué cette décision aux « exigences de programmation »,.